# Christopher Fairbanks
Christopher Fairbank mas conhecido como Chris Fairbank, (nascido 04 de outubro de 1953) é um ator inglês mais conhecido por seu papel como Albert Arthur Moxey na série de comédia-drama Auf Wiedersehen, Pet.

## Vida e carreira
Fairbank nasceu em Hertfordshire na Inglaterra. Ele tem inúmeros créditos televisivos para o seu nome, como nas séries Sapphire and Steel, The Professionals, The Scarlet Pimpernel e desde talento vocal menor tanto para o sucesso  Wallace and Gromit, Curse of the Were-Rabbit eFlushed Away(ambos produzidos pela Aardman). Fairbank também apareceu como um dos pares de assaltantes que roubam uma família fora da cidade, anunciando a primeira aparição do primeiro filme do Batman do diretor Tim Burton em 1989. Fairbank também teve papéis como Mactilburgh o cientista no filme The Fifth Element, o prisioneiro Murphy em Alien 3 e em Hamlet com Mel Gibson. Recentemente, ele fez a voz do Old King Doran no vídeo game  Demon's Souls. Chris também apareceu no filme Goal!.
Em 2010, Chris apareceu como um detetive no drama da BBC Five Daughters e como Alfred "Freddie" Lennon na cinebiografia Lennon nu com Christopher Eccleston.
Em 2011, Fairbank atuou em Pirates of the Caribbean: On Stranger Tides como pirata chamado Ezekiel. Em 2012 ele apareceu como um australiano em Sky 1's Starlings.

## Televisão
- Borgen (2013) — Vassily Andrejev
- Five Daughters (2010) — DCI John Quinton
- Law & Order: UK (2009) — Jeff McFadden
- Merlin (2008) — Black Knight
- Tess of the D'Urbervilles (2008) — Groby
- Ashes to Ashes (2008) — David Bonds
- Never Better (2008) — Doug
- Midsomer Murders (2007) — Ronnie Tyler
- Diamond Geezer (2007) — Barry
- Five Days (2007) — DS Curling
- The Line of Beauty (2006) — Barry Groom
- New Tricks (2006) — Tommy Gerrard
- The Rotters' Club (2005) — Roll-up Reg
- Auf Wiedersehen, Pet (1983-2004) — Albert Moxey
- Spooks (2003) — Gordon Blaney
- Paradise Heights (2002) — John Askins
- In A Land Of Plenty (2001) — Bob
- The Scarlet Pimpernel (1999) — Fumier
- Invasion: Earth (1998) — Wing Cmdr. Friday
- Wokenwell (1997) — Stew Saunter
- Silent Witness (1997) — Chris Palmer
- Inspector Morse (1995) — George Daley
- Space Precinct (1995) — Burl Flak
- Crocodile Shoes (1994) — Alan Clark
- Lovejoy (1994) — Foxy Norris
- Prime Suspect 3 (1993) (TV) — Chief Inspector David Lyall
- Sweating Bullets (1993) — Patrick
- Spender (1991) — Joe Phelan
- The Bill (1989) — Charles
- Rockliffe's Babies (1988) — Dover
- Casualty (1987) — Gerald Bennett
- Bergerac (1987) — Sydney Sterrat
- Sapphire & Steel (1982) — Johnny Jack
- The Old Curiosity Shop (1979-1980) — Kit Nubbles
- The Professionals (1979) — Billy
- Z-Cars (1978) — Man at Bus Stop

## Filmografia
- Pirates of the Caribbean: On Stranger Tides (2011) — Ezekiel
- Goal! III (2009) — Foghorn
- Flushed Away (2006) (voice) — Thimblenose Ted / Cockroach / Passerby
- Goal! (2005) — Foghorn
- The Curse of the Were-Rabbit (2005) — Additional Voice
- Below (2002) — Pappy
- The Bunker (2001) — Sgt. Heydrich
- The Fifth Element (1997) — Mactilburgh
- Alien 3 (1992) — Murphy
- Hamlet (1990) — Player Queen
- White Hunter Black Heart (1990) — Tom Harrison, Art Director
- Batman (1989) — Nic
- Plenty (1985) — Spencer
- Agatha (1979) — Luland

## Video games
- The Last Story (2011) — Narrator
- Killzone 2 (2009) — Additional Helghast Voices
- Demon's Souls (2009) — Old King Doran
- Fable II (2008)
- Age of Conan: Hyborian Adventures (2008)
- Viking: Battle for Asgard (2008)
- Heavenly Sword (2007) — Vozes Adicionais
- Medieval II: Total War (2006)
- Killzone: Liberation (2006) — General Armin Metrac
- Rule of Rose (2006) — Gregory M. Wilson (Stray Dog)
- The Getaway: Black Monday (2004) — Vozes Adicionais
- Prisoner of War (2002) — Colonel Roger Harding

## Ligações Externas
- Official website
- Christopher Fairbanks. no IMDb.